# Seilda Baishakov
Seilda Baishakov   (Taraz, 28 d'agost de 1950 - 12 de juliol de 2023) fou un futbolista kazakh de la dècada de 1970.
Fou dos cops internacional amb la selecció de la Unió Soviètica l'any 1977. Pel que fa a clubs, defensà els colors de Energetik Dzhambul i FC Kairat.
Fou entrenador assistent de FC Kairat entre 1982 i 1988.